# Laurence Laing

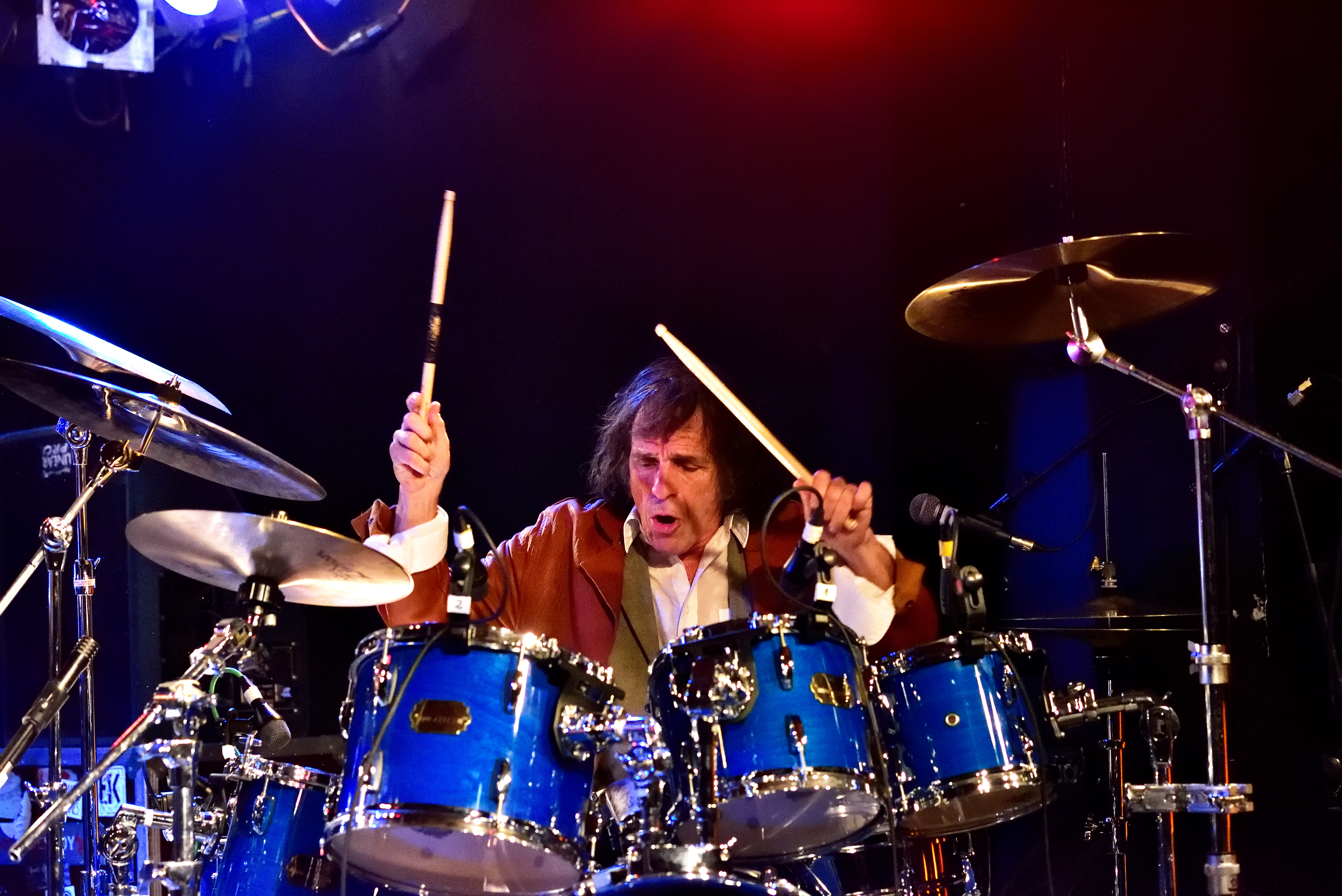
Corky Laing, Hamburg 2016

Laurence Gordon „Corky“ Laing (* 26. Januar 1948) ist ein kanadischer Rock-Schlagzeuger, am bekanntesten als Mitglied der US-amerikanischen Hardrock-Band Mountain.

## Biographie
Geboren in Montreal, Québec, war Laing der jüngste von fünf Geschwistern. Er hat eine ältere Schwester Carol, gefolgt von drei Jungen: Jeffrey, Leslie und Stephen und schließlich Corky. Corkys Brüder nannten ihn immer „Gorky“, da sie Gordon nicht sagen konnten. Vielleicht war das der Ursprung seines Spitznamens.
Nachdem er 1961 angefangen hatte Schlagzeug zu spielen, trommelte er für die legendäre Gesangsgruppe The Ink Spots. Später spielte er bei der Band Energy, welche über Ex-Cream Produzent Felix Pappalardi verlegt wurde. 1969 verließ Corky Energy um N.D. Smart beim Vorläufer von Mountain zu ersetzen. Sie veröffentlichten in 2 Jahren 3 Alben – eines mit dem Klassiker Mississippi Queen.
Nach der Trennung 1971 holten Mountainmitglied Leslie West und Laing Jack Bruce zu sich, und sie gründeten ein Powertrio (West, Bruce and Laing). Sie produzierten 2 Studioalben und ein Livealbum kurz vor der Wiedervereinigung von Mountain.
Mountain veröffentlichte 1974 Avalanche und das Live-Album Twin Peaks.
Laing hat mit Mountain bis zum heutigen Tage weitergemacht, und 2007 das Bob Dylan Coveralbum Masters of war herausgebracht.
2003 haben Laing und Leslie West Nantucket Sleighride and Other Mountain on-the-Road Stories verfasst, eine Chronik über die Zeit mit Mountain zu ihrer Glanzzeit und ihrer Karriere in den folgenden Jahren.
Laing hat 2007 mit Cory Bruyea in Oakville, Ontario „Stick It!“, die vertonte Version seiner Memoiren aufgenommen.

## Gemeinschaftsproduktionen
- Bo Diddley
- Mahogany Rush
- John Lennon
- Bobby Keyes
- Ten Years After
- David Rea
- Mylon LeFevre
- Meat Loaf
- Jason Hartless

## Ausgewählte Diskographie
Für die Arbeit mit Mountain und West, Bruce and Laing bitte auf deren Seiten nachschauen.
- 1977: Makin’ It On the Street
- 1999: The Secret Sessions
- 1999: Cork - Speed of Thought
- 2003: Cork - Out There
- 2017: Corky Laing’s Mountain - Live in Melle